# Охтикасы
Охтикасы́ (чув. Охтикасси) — деревня в Моргаушском районе Чувашской Республики. Входит в состав Кадикасинского сельского поселения.

## География
Находится в северо-западной части Чувашии, на расстоянии приблизительно 15 км на север по прямой от районного центра села Моргауши.

## История
Известна с 1795 года, когда здесь (тогда выселок деревни Средний Ачкарен, что ныне не существует) было учтено 12 дворов. В 1858 году было учтено 7 дворов и 51 человек. В 1897 году отмечено 65 жителей, в 1926 — дворов 18 и жителей 74, в 1939 — 53 жителя, в 1979 — 34. В 2002 году было 12 дворов, в 2010 — 6 домохозяйств. В 1931 году был образован колхоз «Серп». Около 2010 жители работали на Моргаушской птицефабрике в нескольких километрах от деревни.

## Население
Постоянное население составляло 13 человек (чуваши 100 %) в 2002 году, 7 в 2010.